# Origanates
Origanates là một chi nhện trong họ Linyphiidae.